# Горенское сельское поселение (Ульяновская область)
Го́ренское се́льское поселе́ние — муниципальное образование в составе Карсунского района Ульяновской области. 
Административный центр — село Татарские Горенки. Образовано объединением Татарского-Горенского, Беловодского и Кадышевского сельсоветов.

## Население
| 2010  | 2012  | 2013  | 2014  | 2015  | 2016  | 2017  |
| ----- | ----- | ----- | ----- | ----- | ----- | ----- |
| 1376  | ↘1307 | ↘1252 | ↘1216 | ↘1184 | ↘1145 | ↘1108 |
| 2018  | 2019  | 2020  | 2021  |       |       |       |
| ↘1056 | ↘992  | ↘975  | ↘834  |       |       |       |

Население: татары (58 %), русские, мордва.

## Состав сельского поселения
В состав поселения входят 10 населённых пунктов: 6 сёл и 4 деревни.
| №  | Населённый пункт    | Тип населённого пункта       | Население | Примечание      |
| -- | ------------------- | ---------------------------- | --------- | --------------- |
| 1  | Татарские Горенки   | село, административный центр | 230       | татары          |
| 2  | Котяково            | село                         | 102       | русские         |
| 3  | Русская Голышевка   | деревня                      | 36        | татары, русские |
| 4  | Русские Горенки     | село                         | 104       | русские         |
| 5  | Беловодье           | село                         | 317       | татары, мордва  |
| 6  | Александровка       | деревня                      | 0         | русские         |
| 7  | Красносурское       | село                         | 0         |                 |
| 8  | Ростислаевка        | деревня                      | 10        | русские         |
| 9  | Татарская Голышевка | деревня                      | 281       | татары          |
| 10 | Кадышево            | село                         | 296       | русские         |